# Bijela Gorica
Bijela Gorica is een plaats in de gemeente Marija Gorica in de Kroatische provincie Zagreb. De plaats telt 161 inwoners (2001).